# Vejen
Vejen – miasto w Danii, w regionie Dania Południowa, siedziba administracyjna gminy Vejen.